# Кордил (Џорџија)
Кордил (енгл. Cordele) град је у америчкој савезној држави Џорџија. По попису становништва из 2010. у њему је живело 11.147 становника.

## Демографија
Према попису становништва из 2010. у граду је живело 11.147 становника, што је 461 (4,0%) становника мање него 2000. године.
| Група             | 2000.         | 2010.         |
| Белци             | 3.664 (31,6%) | 3.113 (27,9%) |
| Афроамериканци    | 7.549 (65,0%) | 7.419 (66,6%) |
| Азијати           | 98 (0,8%)     | 140 (1,3%)    |
| Хиспаноамериканци | 226 (1,9%)    | 369 (3,3%)    |
| Укупно            | 11.608        | 11.147        |